# 小枇ランディ
小枇 ランディ（おび ランディ、1999年4月30日 - ）は、栃木県出身のサッカー選手。ポジションはフォワード（FW）。
ナイジェリア人の父と日本人の母親を持つ。血液型A型。

## 経歴
2018年、アルビレックス新潟U-18から当時福島県社会人リーグ1部（2018シーズンから東北社会人サッカーリーグ2部）のいわきFCに加入。
2020年1月、リーガプロ（ポルトガル2部リーグ）のUDオリヴェイレンセに加入した。
2023年9月1日、栃木県リーグ1部の栃木シティU-25に移籍。
2025年3月、埼玉県リーグ1部のKONOSU CITY FCへの加入が発表された。

## 人物・エピソード
- 小池裕太は兄の親友で、小学校からの幼馴染だった。小池が高校進学と同時に新潟U-18に加入するタイミングで、小枇もスカウトされた。

## 所属クラブ
- FCスピリット
- FCアネーロ宇都宮
- 2015年 - 2018年 アルビレックス新潟U-18
- 2018年 - 2019年 いわきFC
- 2020年 - 2023年 UDオリヴェイレンセ
- 2023年 - 2024年 栃木シティFCU-25
- 2025年 - KONOSU CITY FC